# Pirgel

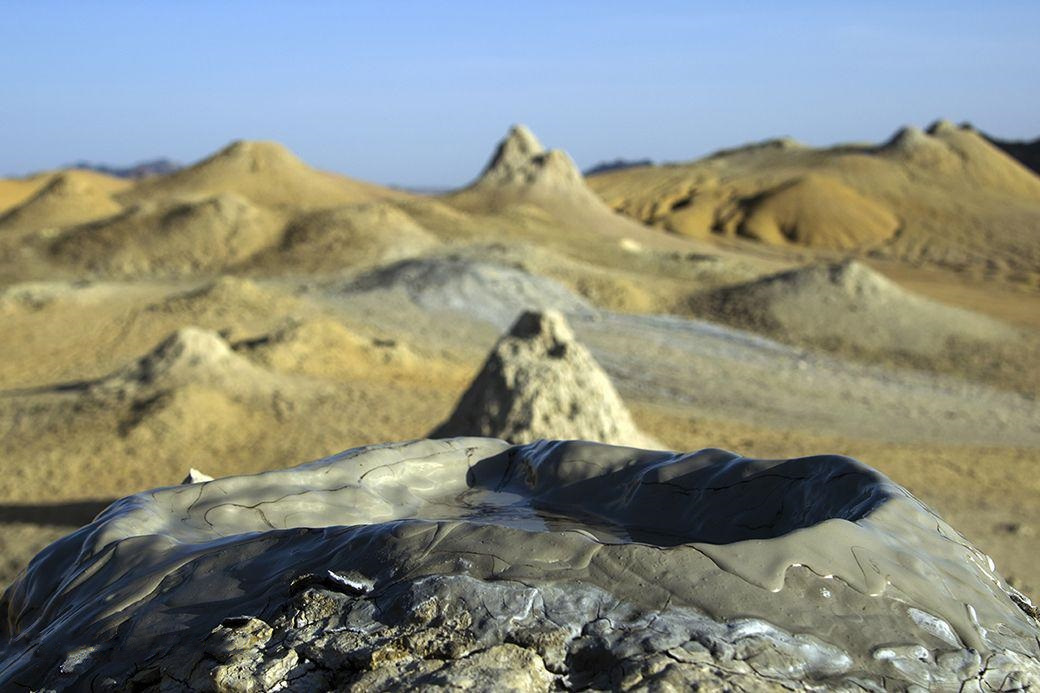

Pirgel là một ngọn núi lửa bùn ở Iran, thuộc tỉnh Sistan và Balochistan nằm gần thị trấn Khash. Núi lửa bùn này chỉ có thể tiếp cận bằng đi bộ.
Núi lửa bùn là những vị trí núi có địa hình mà từ đó hơi nước và khí gas được phun ra từ bên dưới mặt đất. Ở phía đông nam Iran ngọn núi này nằm gần hai ngọn núi lửa khác, một là ngọn núi lửa Bazman và hai là ngọn núi lửa Taftan, chúng có nhiệt độ nóng trong khoảng 70–90 °C (158–194 °F) diễn ra sự phun ra của carbon dioxide và quá trình kiến tạo-trầm tích. Một số lý thuyết đã được đề xuất để giải thích các núi lửa bùn có nhiệt độ lạnh, một trong số lý thuyết đó cho rằng nước trong đất sét bị giữ lại và do đó gây áp lực, khiến đất sét hóa lỏng và phun trào trên bề mặt dọc theo các đứt gãy. Mặc dù có vị trí gần với hai ngọn núi lửa nói trên, Pirgel được coi là một ngọn núi lửa bùn lạnh, với nhiệt độ 20,5–30 °C (68,9–86,0 °F).
Pirgel là ngọn núi hình nón với độ cao 1.667 mét (5.469 ft) so với mực nước biển và 127 mét (417 ft) so với nền địa hình xung quanh. Điều này làm cho nó trở thành một núi lửa bùn tương đối cao, cao nhất ở Iran. Có mười một miệng hố riêng lẻ, trong đó bảy miệng đang hoạt động, nhưng chúng đều tương đối nhỏ. Núi lửa bùn có diện tích 50 hécta (120 mẫu Anh) trên một nền marl có kích thước tương đối lớn. Xói mòn do nước chảy đã ảnh hưởng đến cả môi trường xung quanh cũng như chính núi lửa bùn, tạo thành những rãnh nước và khe núi có lẽ từ sự sụp đổ của các hang động.
Núi lửa bùn được báo cáo hoạt động vào tháng 5 năm 2003, với sự phun ratrào của nước bùn lạnh và bong bóng cứ sau 15-600 giây. Bùn này tương đối lỏng và khá mặn. Khí phun ra từ Pirgel chủ yếu là carbon dioxide; Không giống như các núi lửa bùn khác trong khu vực, mêtan không phải là một thành phần. Núi lửa bùn được coi là một nơi linh thiêng của người dân địa phương, núi là một vị thần.